# Outlandos d’Amour
Az Outlandos d’Amour a The Police első albuma, 1978-ban jelent meg. Címét Miles Copeland találta ki, első ötlete az Outlaws of Love volt (kb. „a szerelem számkivetettjei” vagy „a szerelem törvényein kívül állók”), de különlegesebb hangzást akart, ezért az első szót lecserélte az outland-re (az outlandish jelentése „idegenszerű, külföldies, szokatlan”), amihez spanyolos végződést tett (hogy a commando szóra hasonlítson): Outlandos of Love. Végül az of Love-ot is lefordította, franciára. 
A lemez dalain igen erősen érezhető a punk (Next to You, Peanuts) és a reggae (So Lonely, Hole in My Life) hatása.
Fogadtatása meglehetősen ellentmondásos volt: A két kislemezre kimásolt dal, a Roxanne és a Can’t Stand Losing You sugárzását a BBC és más adók megtagadták, mivel előbbi egy prostituáltról, utóbbi pedig az öngyilkosságról szól. Mint Sting nyilatkozta, a Can’t Stand Losing You-val szemben az volt a fő kifogásuk, hogy a borító hátoldalán látható fényképen Stewart Copeland egy olvadozó jégtömbön állt, nyakában egy hurokkal. Ugyanakkor koncertjeiken, különösen a kis költségvetésű amerikai turnéjukon, egyre nagyobb ismertségre tettek szert, és a Roxanne egyre több rádióban volt hallható. Amikor az A&M 1979 áprilisában újra kiadta a dalt, az a brit slágerlistán a 12. helyig jutott, a szintén újrakiadott Can’t Stand Losing You pedig hamarosan a 2. lett. Maga az album a 6. helyet érte el.

## Számok
1. Next to You (Sting) – 2:50
2. So Lonely (Sting) – 4:49
3. Roxanne (Sting) – 3:12
4. Hole in My Life (Sting) – 4:52
5. Peanuts (Copeland, Sting) – 3:58
6. Can’t Stand Losing You (Sting) – 2:58
7. Truth Hits Everybody (Sting) – 2:53
8. Born in the 50’s (Sting) – 3:40
9. Be My Girl – Sally (Sting, Summers) – 3:22
10. Masoko Tanga (Sting) – 5:40

## Előadók
- Stewart Copeland – dob, ének
- Sting – basszusgitár, ének
- Andy Summers – gitár, ének

## Helyezései a slágerlistákon
Az album – Billboard (Észak-Amerika)
| Év   | Lista             | Helyezés |
| ---- | ----------------- | -------- |
| 1979 | Pop Albums        | 23       |
| 1983 | The Billboard 200 | 138      |
| 1983 | The Billboard 200 | 146      |

A kislemezek – Billboard (Észak-Amerika)
| Év   | Kislemez  | Lista           | Helyezés |
| ---- | --------- | --------------- | -------- |
| 1979 | "Roxanne" | Pop Singles     | 32       |
| 1982 | "Roxanne" | Mainstream Rock | 28       |